# Les Charlots
Les Charlots è un gruppo musicale pop e rock demenziale francese, che negli anni settanta ha avuto successo anche nel cinema e i cui film comici, diretti soprattutto da Claude Zidi, sono diventati una sorta di cult per una serie di titoli particolarmente riusciti.

## Storia
Nel 1966 il gruppo (allora chiamato Les Problèmes) accompagna Antoine in tournée. Il gruppo è composto da Gérard Rinaldi (voce), Jean Sarrus (basso), Gérard Filippelli (chitarra solista), Luis Rego (chitarra ritmica) e Donald Rieubon (batteria). In seguito Donald Rieubon lascia il gruppo ed è sostituito da Jean-Guy Fechner (fratello di Christian Fechner, noto produttore francese). Alcuni anni più tardi Luis Rego, prima, e Jean-Guy Fechner, dopo, lasciano anch'essi il gruppo. Nel 1974 Les Charlots hanno partecipato anche al Festival di Sanremo, edizione presentata da Corrado, con la canzone ironica Mon ami tango.
Nel 1992 esce l'ultimo film del gruppo, Le Retour des Charlots. Il 10 maggio 2009 tutti i componenti del gruppo, ad eccezione di Rieubon, vengono invitati da Michel Drucker nel suo programma "Vivement dimanche". Il 2 marzo 2012 Gérard Rinaldi muore per un tumore all'età di 69 anni, nell'ospedale di Briis-sous-Forges (Essonne). Il 30 marzo 2021 anche Gérard Filippelli muore per un tumore all'età di 78 anni, nell'ospedale di Argenteuil (Val-d'Oise). Il 19 febbraio 2025 anche Jean Sarrus muore per un tumore al cervello all'età di 79 anni, nella sua casa di Blesle (Alta Loira)

## Discografia parziale

### Singoli
- 1966: Elle a gagné le yoyo en bois du Japon avec la ficelle du même métal / Der Noël von Scharlots
- 1967: Les plaies-bois / Les cha cha typiques / Cet été c'était toi / L'amour avec toé
- 1967: Mange ta soupe Herman / Gros bébé / Hey Max / Albert le contractuel
- 1967: Paulette la reine des paupiettes / Si tous les hippies avaient des clochettes / J'ai oublié bon bouchoir / Les nouilles
- 1967: Berry Blues / Viens Bobonne / T.V.A T.V.A (A moi d'payer) / Necro-bossa
- 1968: Je chante en attendant que ça sèche / Say what I say / Je suis trop beau / Y'a plus d'vodka
- 1968: Je m'énerve / Aspirine Tango / Le clown (je deviendrai roi) / Gustine oh! Gustine
- 1968: Sur la route de Pen'zac / Le Sheik / Le trompette en bois / Il m'a vu nue
- 1968: Tu finiras sur les planches / Sur la commode / Dure de la feuille / Les jardins de l'Alhambra
- 1969: Fais-moi mal Johnny / On n'est pas là pour se faire engueuler
- 1969: Le Pauvre Mec / Saint-Rock
- 1970: Derrière chez moi / C'est la fin de l'été
- 1970: Sois érotique / Hbibi Diali
- 1971: Merci patron / Berrystock
- 1971: L'allumeuse de vrais berbères / au pas cadencé
- 1972: Ah! les fraises et les framboises / Sous les bananiers
- 1972: Au pays des pesetas / Histoire drôle
- 1972: Si tu n'veux pas payer d'impôts... cach' ton piano / Tu sens la menthe
- 1973: J'irai revoir la Normandie
- 1973: Music-Boutique
- 1973: Paroles, paroles, joli motard / Hénin-Liétard (chanson nostalgique, cf Hénin-Beaumont)
- 1974: La ballade de Constance (avec Joséphine Chaplin) / Mon ami Tango
- 1974: La marche des Mousquetaires / La ballade des valets
- 1974: Le chou farci / J'bois plus d'eau
- 1976: From Hong-Kong with love / Georges Super Star
- 1976: La biguine au biniou / Y'en a pas deux comme toi
- 1977: Histoire merveilleuse
- 1979: À l'A.N.P.E. / Ouille, ça fait mal
- 1982: Chagrin d'labour
- 1983: C'est trop... c'est trop!
- 1983: L'Apérobic
- 1983: Yodoloï
- 1984: Vamos a trabajar - Ca boogie-woogait
- 1985: Ah! Viens!
- 1986: Toot toot première fois (Toute première fois) / Station Barbes (La boite de Jazz)
- 1988: Pour pas qu'l'amour Capote: 45t en vente exclusive en Pharmacie - Face B: Pr CHERMANN Co-découvreur virus HIV
- 1991: La pétanque
- 2008: T'as les sixties - Le blues du fumeur

## Filmografia
- Cinque matti in mezzo ai guai (La grande java), regia di Philippe Clair (1969)
- Cinque matti al servizio di leva (Les bidasses en folie), regia di Claude Zidi (1971)
- Cinque matti allo stadio (Les fous du stade), regia di Claude Zidi (1972)
- Cinque matti alla corrida (Les Charlots font l'Espagne), regia di Jean Girault (1972)
- Cinque matti al supermercato (Le grand bazar), regia di Claude Zidi (1973)
- Più matti di prima al servizio della regina (Les quatre Charlots mousquetaires), regia di André Hunebelle (1974)
- 5 matti alla riscossa (Les Charlots en folie: À nous quatre Cardinal!), regia di André Hunebelle (1974)
- Cinque matti vanno in guerra (Les bidasses s'en vont en guerre), regia di Claude Zidi (1974)
- 005 matti: da Hong-Kong con furore (Bons baisers de Hong-Kong), regia di Yvan Chiffre (1975)
- Et vive la liberté!, regia di Serge Korber (1978)
- 5 matti in delirio (Les Charlots en délire), regia di Alain Basnier (1979)
- Cinque matti contro Dracula, (Les Charlots contre Dracula) regia di Jean-Pierre Desagnat (1980)
- Tre per tre (Le retour des bidasses en folie), regia di Michel Vocoret (1983)
- Charlots connection, regia di Jean Couturier (1984)
- Le retour des Charlots, regia di Jean Sarrus (1992)

### Film non realizzati
- 1971: Un matto due matti tutti matti (La Grande Maffia) di Philippe Clair: sceneggiatura rifiutata da Les Charlots che saranno sostituiti dai "Tontos" (con Aldo Maccione)
- 1975: Merci Patron di Jean Girault: progetto abbandonato a causa di problemi di salute Louis de Funès
- 1976: Les Charlots au Far West: progetto (con John Wayne negli USA) abbandonato in seguito alla separazione tra Les Charlots e il loro produttore Christian Fechner
- 1976: Charlots Charlottes di Bertrand Blier: progetto abbandonato in seguito alla separazione tra Les Charlots e il loro produttore Christian Fechner
- 1977: Les Charlots dans l'espace de Guy Lux[3]
- 1978: Les Bidasses en vadrouille di Michel Ardan: sceneggiatura rifiutata da les Charlots che saranno sostituiti dai Martin Circus
- 1980: sceneggiatura di Jean-Jacques Beineix rifiutata da les Charlots
- 1985: Les Rois du gag di Claude Zidi : sceneggiatura rifiutata da Les Charlots, sostituiti da Michel Serrault, Gérard Jugnot e Thierry Lhermitte
- 1985: Les Rois de la resquille di Bernard Launois
- 1985: Les Charlots à l’Élysée
- 2012: Le Grand Bazar 2: il sequel, 40 anni dopo, riguardante un negozio di motociclette davanti a casa loro. Film annullato in seguito alla morte di Gérard Rinaldi.